# Mrsać
Mrsać (Servisch cyrillisch Мрсаћ) is een plaats in de Servische gemeente Kraljevo. De plaats telt 1350 inwoners (2002).